# Ptenín
Ptenín település Csehországban, a Dél-plzeňi járásban. Ptenín Merklín, Buková, Otěšice, Biřkov, Křenice és Srbice településekkel határos. Lakosainak száma 214 fő (2024. január 1.).

## Népesség
A település lakosságának változását az alábbi diagram mutatja:
| Lakosok száma | 662  | 674  | 755  | 398  | 282  | 206  | 201  | 199  | 196  | 214  |
|               | 1869 | 1900 | 1921 | 1961 | 1980 | 2011 | 2016 | 2019 | 2021 | 2024 |